# In The Bedroom, I Confess
In The Bedroom, I Confess — спільний мініальбом Lil Peep та OMENXIII, випущений 17 червня 2015.

## Історія
Через деякий час після випуску, OMENXIII видалив мініальбом зі свого SoundCloud, через рясне використання слова Н, яке він після цього релізу більше ніколи не використовував у своїх піснях.

## Трек-ліст
| #     | Назва               | Producer(s) | Тривалість |
| ----- | ------------------- | ----------- | ---------- |
| 1.    | «Ride»              | Yung Cortex | 3:59       |
| 2.    | «Boba on the Rocks» | Willie G    | 2:58       |
| 3.    | «Blacked Out»       | Mysticphonk | 1:55       |
| 4.    | «Swamp Theme»       | Mysticphonk | 2:15       |
| 5.    | «We'll Be Fine»     | Mysticphonk | 2:24       |
| 13:32 |                     |             |            |